# Wilde Aa
La Wilde Aa est une rivière allemande d'une longueur de 27,1 km qui coule dans les länder de la Rhénanie-du-Nord-Westphalie et de la Hesse. Elle est un affluent de l'Orke et donc un sous-affluent de la Weser, par l'Eder et la Fulda.

## Traduction
- (de) Cet article est partiellement ou en totalité issu de l’article de Wikipédia en allemand intitulé « Wilde Aa » (voir la liste des auteurs).